# Gentiana licentii
Gentiana licentii är en gentianaväxtart som beskrevs av H. Smith. Gentiana licentii ingår i släktet gentianor, och familjen gentianaväxter. Inga underarter finns listade i Catalogue of Life.